# …Nothing Like the Sun
A …Nothing Like the Sun Sting 1987-es stúdióalbuma. A lemez címe Shakespeare 130. szonettjéből származik („My mistress' eyes are nothing like the sun”), ami a Sister Moon című számban szerepel.
Az album 1988-ban elnyerte a BRIT Awards Legjobb Brit Album díját.

## Háttér
Az albumra Sting életének két eseménye volt hatással: az első anyja halála (1986 végén), amely miatt az album több dalának sötét lett a hangzása; a második Sting részvétele az A Conspiracy of Hope Tour-on (A Conspiracy of Hope egy rövid turné volt hat jótékonysági koncerttel az Amnesty International érdekében, amelyet az Egyesült Államokban tartottak 1986 júniusában.) A szándék nem az volt, hogy adományokat gyűjtsenek, hanem inkább az, hogy  növeljék a tudatosságot az emberi jogok tekintetében és az Amnesty munkáját segítsék a szervezet 25. évfordulóján, illetve, hogy bevonják az új generációt is, vegyenek részt a meggyőződésük miatt bebörtönzött foglyok kiszabadításában.  A koncerteken fellépett a U2, Sting, Bryan Adams, valamint Peter Gabriel, Lou Reed, Joan Baez és a The Neville Brothers. Az utolsó három koncert erejéig a The Police még összeállt, az utolsó koncerten pedig jelképesen átadták hangszereiket a U2 tagjainak.

## Számlista
Minden dalt Sting írt, kivéve, ahol jelölve van.
| #   | Cím                           | Szövegíró           | Hossz |
| --- | ----------------------------- | ------------------- | ----- |
| 1.  | The Lazarus Heart             | Sting               | 4:35  |
| 2.  | Be Still My Beating Heart     | Sting               | 5:34  |
| 3.  | Englishman in New York        | Sting               | 4:27  |
| 4.  | History Will Teach Us Nothing | Sting               | 5:07  |
| 5.  | They Dance Alone (Cueca Solo) | Sting               | 6:48  |
| 6.  | Fragile                       | Sting               | 3:58  |
| 7.  | We'll Be Together             | Sting               | 4:53  |
| 8.  | Straight To My Heart          | Sting               | 3:54  |
| 9.  | Rock Steady                   | Sting               | :28   |
| 10. | Sister Moon                   | Sting               | 3:57  |
| 11. | Little Wing                   | Jimi Hendrix        | 5:03  |
| 12. | The Secret Marriage           | Hanns Eisler, Sting | 2:02  |

## Kislemezek
| Megjelenés dátuma  | Kislemez címe             | Kislemez címe             | Kislemez címe             | Kislemez címe             | Kislemez címe             | Kislemez címe             | Kislemez címe             | Kislemez címe             | Kislemez címe             | Kislemez címe             | Kislemez címe             | Kislemez címe             | Kislemez címe             | Kislemez címe             | Kislemez címe             | Kislemez címe             | Kislemez címe             | Kislemez címe             | Kislemez címe             | Kislemez címe             | Kislemez címe             | Kislemez címe             | Kislemez címe             | Kislemez címe             | Kislemez címe             | Kislemez címe             | Kislemez címe             | Kislemez címe             | Kislemez címe             | Kislemez címe             | Kislemez címe             | Kislemez címe             | Kislemez címe             | Kislemez címe             | Kislemez címe             | Kislemez címe             | Kislemez címe             | Kislemez címe             | Kislemez címe             | Kislemez címe             | Kislemez címe             | Kislemez címe             | Kislemez címe             | Kislemez címe             | Kislemez címe             | Kislemez címe             | Kislemez címe             | Kislemez címe             | Kislemez címe             | Kislemez címe             | Kislemez címe             | Kislemez címe             | Kislemez címe             | Kislemez címe             | Kislemez címe             | Kislemez címe             | Kislemez címe             | Kislemez címe             | Kislemez címe             | Kislemez címe             | Kislemez címe             | Kislemez címe             | Kislemez címe             | Kislemez címe             | Kislemez címe             | Kislemez címe             | Kislemez címe             | Kislemez címe             | Kislemez címe             | Kislemez címe             | Kislemez címe             | Kislemez címe             | Kislemez címe             | Kislemez címe             | Kislemez címe             | Kislemez címe             | Kislemez címe             | Kislemez címe             | Kislemez címe             | Kislemez címe             | Kislemez címe             | Kislemez címe             | Kislemez címe             | Kislemez címe             | Kislemez címe             | Kislemez címe             | Kislemez címe             | Kislemez címe             | Kislemez címe             | Kislemez címe             | Kislemez címe             | Kislemez címe             | Kislemez címe             | Kislemez címe             | Kislemez címe             | Kislemez címe             | Kislemez címe             | Kislemez címe             | Kislemez címe             | Kislemez címe             | Kislemez címe             | Kislemez címe             | Kislemez címe             | Kislemez címe             | Kislemez címe             | Kislemez címe             | Kislemez címe             | Kislemez címe             | Kislemez címe             | Kislemez címe             | Kislemez címe             | Kislemez címe             | Kislemez címe             | Kislemez címe             | Kislemez címe             | Kislemez címe             | Kislemez címe             | Kislemez címe             | Kislemez címe             | Kislemez címe             | Kislemez címe             | Kislemez címe             | Kislemez címe             | Kislemez címe             | Kislemez címe             | Kislemez címe             | Kislemez címe             | Kislemez címe             | Kislemez címe             | Kislemez címe             | Kislemez címe             | Kislemez címe             | Kislemez címe             | Kislemez címe             | Kislemez címe             | USA Helyezések | UK Helyezések | FR Helyezések | GER Helyezések | IT Helyezések |
| ------------------ | ------------------------- | ------------------------- | ------------------------- | ------------------------- | ------------------------- | ------------------------- | ------------------------- | ------------------------- | ------------------------- | ------------------------- | ------------------------- | ------------------------- | ------------------------- | ------------------------- | ------------------------- | ------------------------- | ------------------------- | ------------------------- | ------------------------- | ------------------------- | ------------------------- | ------------------------- | ------------------------- | ------------------------- | ------------------------- | ------------------------- | ------------------------- | ------------------------- | ------------------------- | ------------------------- | ------------------------- | ------------------------- | ------------------------- | ------------------------- | ------------------------- | ------------------------- | ------------------------- | ------------------------- | ------------------------- | ------------------------- | ------------------------- | ------------------------- | ------------------------- | ------------------------- | ------------------------- | ------------------------- | ------------------------- | ------------------------- | ------------------------- | ------------------------- | ------------------------- | ------------------------- | ------------------------- | ------------------------- | ------------------------- | ------------------------- | ------------------------- | ------------------------- | ------------------------- | ------------------------- | ------------------------- | ------------------------- | ------------------------- | ------------------------- | ------------------------- | ------------------------- | ------------------------- | ------------------------- | ------------------------- | ------------------------- | ------------------------- | ------------------------- | ------------------------- | ------------------------- | ------------------------- | ------------------------- | ------------------------- | ------------------------- | ------------------------- | ------------------------- | ------------------------- | ------------------------- | ------------------------- | ------------------------- | ------------------------- | ------------------------- | ------------------------- | ------------------------- | ------------------------- | ------------------------- | ------------------------- | ------------------------- | ------------------------- | ------------------------- | ------------------------- | ------------------------- | ------------------------- | ------------------------- | ------------------------- | ------------------------- | ------------------------- | ------------------------- | ------------------------- | ------------------------- | ------------------------- | ------------------------- | ------------------------- | ------------------------- | ------------------------- | ------------------------- | ------------------------- | ------------------------- | ------------------------- | ------------------------- | ------------------------- | ------------------------- | ------------------------- | ------------------------- | ------------------------- | ------------------------- | ------------------------- | ------------------------- | ------------------------- | ------------------------- | ------------------------- | ------------------------- | ------------------------- | ------------------------- | ------------------------- | ------------------------- | ------------------------- | ------------------------- | ------------------------- | ------------------------- | ------------------------- | -------------- | ------------- | ------------- | -------------- | ------------- |
| 1987. november 1.  | We'll Be Together         | We'll Be Together         | We'll Be Together         | We'll Be Together         | We'll Be Together         | We'll Be Together         | We'll Be Together         | We'll Be Together         | We'll Be Together         | We'll Be Together         | We'll Be Together         | We'll Be Together         | We'll Be Together         | We'll Be Together         | We'll Be Together         | We'll Be Together         | We'll Be Together         | We'll Be Together         | We'll Be Together         | We'll Be Together         | We'll Be Together         | We'll Be Together         | We'll Be Together         | We'll Be Together         | We'll Be Together         | We'll Be Together         | We'll Be Together         | We'll Be Together         | We'll Be Together         | We'll Be Together         | We'll Be Together         | We'll Be Together         | We'll Be Together         | We'll Be Together         | We'll Be Together         | We'll Be Together         | We'll Be Together         | We'll Be Together         | We'll Be Together         | We'll Be Together         | We'll Be Together         | We'll Be Together         | We'll Be Together         | We'll Be Together         | We'll Be Together         | We'll Be Together         | We'll Be Together         | We'll Be Together         | We'll Be Together         | We'll Be Together         | We'll Be Together         | We'll Be Together         | We'll Be Together         | We'll Be Together         | We'll Be Together         | We'll Be Together         | We'll Be Together         | We'll Be Together         | We'll Be Together         | We'll Be Together         | We'll Be Together         | We'll Be Together         | We'll Be Together         | We'll Be Together         | We'll Be Together         | We'll Be Together         | We'll Be Together         | We'll Be Together         | We'll Be Together         | We'll Be Together         | We'll Be Together         | We'll Be Together         | We'll Be Together         | We'll Be Together         | We'll Be Together         | We'll Be Together         | We'll Be Together         | We'll Be Together         | We'll Be Together         | We'll Be Together         | We'll Be Together         | We'll Be Together         | We'll Be Together         | We'll Be Together         | We'll Be Together         | We'll Be Together         | We'll Be Together         | We'll Be Together         | We'll Be Together         | We'll Be Together         | We'll Be Together         | We'll Be Together         | We'll Be Together         | We'll Be Together         | We'll Be Together         | We'll Be Together         | We'll Be Together         | We'll Be Together         | We'll Be Together         | We'll Be Together         | We'll Be Together         | We'll Be Together         | We'll Be Together         | We'll Be Together         | We'll Be Together         | We'll Be Together         | We'll Be Together         | We'll Be Together         | We'll Be Together         | We'll Be Together         | We'll Be Together         | We'll Be Together         | We'll Be Together         | We'll Be Together         | We'll Be Together         | We'll Be Together         | We'll Be Together         | We'll Be Together         | We'll Be Together         | We'll Be Together         | We'll Be Together         | We'll Be Together         | We'll Be Together         | We'll Be Together         | We'll Be Together         | We'll Be Together         | We'll Be Together         | We'll Be Together         | We'll Be Together         | We'll Be Together         | We'll Be Together         | We'll Be Together         | We'll Be Together         | We'll Be Together         | We'll Be Together         | 7              | 41            | 46            | -              | 5             |
| 1988. február 1.   | Englishman in New York    | Englishman in New York    | Englishman in New York    | Englishman in New York    | Englishman in New York    | Englishman in New York    | Englishman in New York    | Englishman in New York    | Englishman in New York    | Englishman in New York    | Englishman in New York    | Englishman in New York    | Englishman in New York    | Englishman in New York    | Englishman in New York    | Englishman in New York    | Englishman in New York    | Englishman in New York    | Englishman in New York    | Englishman in New York    | Englishman in New York    | Englishman in New York    | Englishman in New York    | Englishman in New York    | Englishman in New York    | Englishman in New York    | Englishman in New York    | Englishman in New York    | Englishman in New York    | Englishman in New York    | Englishman in New York    | Englishman in New York    | Englishman in New York    | Englishman in New York    | Englishman in New York    | Englishman in New York    | Englishman in New York    | Englishman in New York    | Englishman in New York    | Englishman in New York    | Englishman in New York    | Englishman in New York    | Englishman in New York    | Englishman in New York    | Englishman in New York    | Englishman in New York    | Englishman in New York    | Englishman in New York    | Englishman in New York    | Englishman in New York    | Englishman in New York    | Englishman in New York    | Englishman in New York    | Englishman in New York    | Englishman in New York    | Englishman in New York    | Englishman in New York    | Englishman in New York    | Englishman in New York    | Englishman in New York    | Englishman in New York    | Englishman in New York    | Englishman in New York    | Englishman in New York    | Englishman in New York    | Englishman in New York    | Englishman in New York    | Englishman in New York    | Englishman in New York    | Englishman in New York    | Englishman in New York    | Englishman in New York    | Englishman in New York    | Englishman in New York    | Englishman in New York    | Englishman in New York    | Englishman in New York    | Englishman in New York    | Englishman in New York    | Englishman in New York    | Englishman in New York    | Englishman in New York    | Englishman in New York    | Englishman in New York    | Englishman in New York    | Englishman in New York    | Englishman in New York    | Englishman in New York    | Englishman in New York    | Englishman in New York    | Englishman in New York    | Englishman in New York    | Englishman in New York    | Englishman in New York    | Englishman in New York    | Englishman in New York    | Englishman in New York    | Englishman in New York    | Englishman in New York    | Englishman in New York    | Englishman in New York    | Englishman in New York    | Englishman in New York    | Englishman in New York    | Englishman in New York    | Englishman in New York    | Englishman in New York    | Englishman in New York    | Englishman in New York    | Englishman in New York    | Englishman in New York    | Englishman in New York    | Englishman in New York    | Englishman in New York    | Englishman in New York    | Englishman in New York    | Englishman in New York    | Englishman in New York    | Englishman in New York    | Englishman in New York    | Englishman in New York    | Englishman in New York    | Englishman in New York    | Englishman in New York    | Englishman in New York    | Englishman in New York    | Englishman in New York    | Englishman in New York    | Englishman in New York    | Englishman in New York    | Englishman in New York    | Englishman in New York    | Englishman in New York    | Englishman in New York    | Englishman in New York    | 84             | 51            | 30            | -              | -             |
|                    | Be Still My Beating Heart | Be Still My Beating Heart | Be Still My Beating Heart | Be Still My Beating Heart | Be Still My Beating Heart | Be Still My Beating Heart | Be Still My Beating Heart | Be Still My Beating Heart | Be Still My Beating Heart | Be Still My Beating Heart | Be Still My Beating Heart | Be Still My Beating Heart | Be Still My Beating Heart | Be Still My Beating Heart | Be Still My Beating Heart | Be Still My Beating Heart | Be Still My Beating Heart | Be Still My Beating Heart | Be Still My Beating Heart | Be Still My Beating Heart | Be Still My Beating Heart | Be Still My Beating Heart | Be Still My Beating Heart | Be Still My Beating Heart | Be Still My Beating Heart | Be Still My Beating Heart | Be Still My Beating Heart | Be Still My Beating Heart | Be Still My Beating Heart | Be Still My Beating Heart | Be Still My Beating Heart | Be Still My Beating Heart | Be Still My Beating Heart | Be Still My Beating Heart | Be Still My Beating Heart | Be Still My Beating Heart | Be Still My Beating Heart | Be Still My Beating Heart | Be Still My Beating Heart | Be Still My Beating Heart | Be Still My Beating Heart | Be Still My Beating Heart | Be Still My Beating Heart | Be Still My Beating Heart | Be Still My Beating Heart | Be Still My Beating Heart | Be Still My Beating Heart | Be Still My Beating Heart | Be Still My Beating Heart | Be Still My Beating Heart | Be Still My Beating Heart | Be Still My Beating Heart | Be Still My Beating Heart | Be Still My Beating Heart | Be Still My Beating Heart | Be Still My Beating Heart | Be Still My Beating Heart | Be Still My Beating Heart | Be Still My Beating Heart | Be Still My Beating Heart | Be Still My Beating Heart | Be Still My Beating Heart | Be Still My Beating Heart | Be Still My Beating Heart | Be Still My Beating Heart | Be Still My Beating Heart | Be Still My Beating Heart | Be Still My Beating Heart | Be Still My Beating Heart | Be Still My Beating Heart | Be Still My Beating Heart | Be Still My Beating Heart | Be Still My Beating Heart | Be Still My Beating Heart | Be Still My Beating Heart | Be Still My Beating Heart | Be Still My Beating Heart | Be Still My Beating Heart | Be Still My Beating Heart | Be Still My Beating Heart | Be Still My Beating Heart | Be Still My Beating Heart | Be Still My Beating Heart | Be Still My Beating Heart | Be Still My Beating Heart | Be Still My Beating Heart | Be Still My Beating Heart | Be Still My Beating Heart | Be Still My Beating Heart | Be Still My Beating Heart | Be Still My Beating Heart | Be Still My Beating Heart | Be Still My Beating Heart | Be Still My Beating Heart | Be Still My Beating Heart | Be Still My Beating Heart | Be Still My Beating Heart | Be Still My Beating Heart | Be Still My Beating Heart | Be Still My Beating Heart | Be Still My Beating Heart | Be Still My Beating Heart | Be Still My Beating Heart | Be Still My Beating Heart | Be Still My Beating Heart | Be Still My Beating Heart | Be Still My Beating Heart | Be Still My Beating Heart | Be Still My Beating Heart | Be Still My Beating Heart | Be Still My Beating Heart | Be Still My Beating Heart | Be Still My Beating Heart | Be Still My Beating Heart | Be Still My Beating Heart | Be Still My Beating Heart | Be Still My Beating Heart | Be Still My Beating Heart | Be Still My Beating Heart | Be Still My Beating Heart | Be Still My Beating Heart | Be Still My Beating Heart | Be Still My Beating Heart | Be Still My Beating Heart | Be Still My Beating Heart | Be Still My Beating Heart | Be Still My Beating Heart | Be Still My Beating Heart | Be Still My Beating Heart | Be Still My Beating Heart | Be Still My Beating Heart | Be Still My Beating Heart | Be Still My Beating Heart | Be Still My Beating Heart | Be Still My Beating Heart | 15             | -             | -             | -              | -             |
| 1988. április 1.   | Fragile                   | Fragile                   | Fragile                   | Fragile                   | Fragile                   | Fragile                   | Fragile                   | Fragile                   | Fragile                   | Fragile                   | Fragile                   | Fragile                   | Fragile                   | Fragile                   | Fragile                   | Fragile                   | Fragile                   | Fragile                   | Fragile                   | Fragile                   | Fragile                   | Fragile                   | Fragile                   | Fragile                   | Fragile                   | Fragile                   | Fragile                   | Fragile                   | Fragile                   | Fragile                   | Fragile                   | Fragile                   | Fragile                   | Fragile                   | Fragile                   | Fragile                   | Fragile                   | Fragile                   | Fragile                   | Fragile                   | Fragile                   | Fragile                   | Fragile                   | Fragile                   | Fragile                   | Fragile                   | Fragile                   | Fragile                   | Fragile                   | Fragile                   | Fragile                   | Fragile                   | Fragile                   | Fragile                   | Fragile                   | Fragile                   | Fragile                   | Fragile                   | Fragile                   | Fragile                   | Fragile                   | Fragile                   | Fragile                   | Fragile                   | Fragile                   | Fragile                   | Fragile                   | Fragile                   | Fragile                   | Fragile                   | Fragile                   | Fragile                   | Fragile                   | Fragile                   | Fragile                   | Fragile                   | Fragile                   | Fragile                   | Fragile                   | Fragile                   | Fragile                   | Fragile                   | Fragile                   | Fragile                   | Fragile                   | Fragile                   | Fragile                   | Fragile                   | Fragile                   | Fragile                   | Fragile                   | Fragile                   | Fragile                   | Fragile                   | Fragile                   | Fragile                   | Fragile                   | Fragile                   | Fragile                   | Fragile                   | Fragile                   | Fragile                   | Fragile                   | Fragile                   | Fragile                   | Fragile                   | Fragile                   | Fragile                   | Fragile                   | Fragile                   | Fragile                   | Fragile                   | Fragile                   | Fragile                   | Fragile                   | Fragile                   | Fragile                   | Fragile                   | Fragile                   | Fragile                   | Fragile                   | Fragile                   | Fragile                   | Fragile                   | Fragile                   | Fragile                   | Fragile                   | Fragile                   | Fragile                   | Fragile                   | Fragile                   | Fragile                   | Fragile                   | Fragile                   | Fragile                   | -              | 70            | -             | 92             | 29            |
| 1988. augusztus 1. | They Dance Alone          | They Dance Alone          | They Dance Alone          | They Dance Alone          | They Dance Alone          | They Dance Alone          | They Dance Alone          | They Dance Alone          | They Dance Alone          | They Dance Alone          | They Dance Alone          | They Dance Alone          | They Dance Alone          | They Dance Alone          | They Dance Alone          | They Dance Alone          | They Dance Alone          | They Dance Alone          | They Dance Alone          | They Dance Alone          | They Dance Alone          | They Dance Alone          | They Dance Alone          | They Dance Alone          | They Dance Alone          | They Dance Alone          | They Dance Alone          | They Dance Alone          | They Dance Alone          | They Dance Alone          | They Dance Alone          | They Dance Alone          | They Dance Alone          | They Dance Alone          | They Dance Alone          | They Dance Alone          | They Dance Alone          | They Dance Alone          | They Dance Alone          | They Dance Alone          | They Dance Alone          | They Dance Alone          | They Dance Alone          | They Dance Alone          | They Dance Alone          | They Dance Alone          | They Dance Alone          | They Dance Alone          | They Dance Alone          | They Dance Alone          | They Dance Alone          | They Dance Alone          | They Dance Alone          | They Dance Alone          | They Dance Alone          | They Dance Alone          | They Dance Alone          | They Dance Alone          | They Dance Alone          | They Dance Alone          | They Dance Alone          | They Dance Alone          | They Dance Alone          | They Dance Alone          | They Dance Alone          | They Dance Alone          | They Dance Alone          | They Dance Alone          | They Dance Alone          | They Dance Alone          | They Dance Alone          | They Dance Alone          | They Dance Alone          | They Dance Alone          | They Dance Alone          | They Dance Alone          | They Dance Alone          | They Dance Alone          | They Dance Alone          | They Dance Alone          | They Dance Alone          | They Dance Alone          | They Dance Alone          | They Dance Alone          | They Dance Alone          | They Dance Alone          | They Dance Alone          | They Dance Alone          | They Dance Alone          | They Dance Alone          | They Dance Alone          | They Dance Alone          | They Dance Alone          | They Dance Alone          | They Dance Alone          | They Dance Alone          | They Dance Alone          | They Dance Alone          | They Dance Alone          | They Dance Alone          | They Dance Alone          | They Dance Alone          | They Dance Alone          | They Dance Alone          | They Dance Alone          | They Dance Alone          | They Dance Alone          | They Dance Alone          | They Dance Alone          | They Dance Alone          | They Dance Alone          | They Dance Alone          | They Dance Alone          | They Dance Alone          | They Dance Alone          | They Dance Alone          | They Dance Alone          | They Dance Alone          | They Dance Alone          | They Dance Alone          | They Dance Alone          | They Dance Alone          | They Dance Alone          | They Dance Alone          | They Dance Alone          | They Dance Alone          | They Dance Alone          | They Dance Alone          | They Dance Alone          | They Dance Alone          | They Dance Alone          | They Dance Alone          | They Dance Alone          | They Dance Alone          | They Dance Alone          | -              | 94            | -             | 66             | 24            |

## Helyezések
| Ország                                     | Helyezés (1987–88) |
| ------------------------------------------ | ------------------ |
| Amerika Billboard 200 lista                | 9                  |
| Egyesült Királyság album listája           | 1                  |
| Svájc album listája                        | 3                  |
| Ausztria album listája                     | 3                  |
| Kanada album listája                       | 3                  |
| Franciaország album listája                | 3                  |
| Hollandia album listája                    | 3                  |
| Belgium album listája                      | -                  |
| Svédország album listája                   | 7                  |
| Finnország album listája                   | -                  |
| Norvégia album listája                     | 2                  |
| Olaszország album listája                  | 1                  |
| Új-Zéland album listája                    | 13                 |
| Ausztrália Kent Music Report album listája | 5                  |
| Japán album listája                        | 1                  |
| Amerika Top R&B/Hip-Hop album lista        | 52                 |

## Minősítések
| Ország             | Minősítés        | Eladás     |
| ------------------ | ---------------- | ---------- |
| Kanada             | platinalemez     | 100,000+   |
| Franciaország      | 2 x platinalemez | 689,200+   |
| Németország        | platinalemez     | 500,000+   |
| Japán              |                  | 221,000+   |
| Hollandia          | 2x platinalemez  | 200,000+   |
| Svájc              | 2x platinalemez  | 100,000+   |
| Egyesült Királyság | platinalemez     | 300,000+   |
| Amerika            | 2 x platinalemez | 2,000,000+ |

## Előadók
- Sting – fő előadó, vokál, basszusgitár, gitár a History Will Teach Us Nothing és Fragile című dalokban
- Renée Geyer – háttérvokál
- Dollette McDonald – háttérvokál
- Gil Evans – karmester
- Janice Pendarvis – háttérvokál
- Vesta Williams – háttérvokál
- Kenwood Dennard – dob a Little Wing című dalban
- Manu Katché – dob
- Andy Newmark – dob
- Gil Evans Orchestra a Little Wing című dalban
- Mino Cinelu – ütős hangszerek, Vocoder
- Rubén Blades – vokál, gitár a They Dance Alone (Cueca Solo) című dalban
- Mark Egan – basszusgitár a Little Wing című dalban
- Hiram Bullock – gitár a Little Wing című dalban
- Eric Clapton – gitár a They Dance Alone (Cueca Solo) című dalban
- Fareed Haque – gitár a They Dance Alone (Cueca Solo) című dalban
- Mark Knopfler – gitár a They Dance Alone (Cueca Solo) című dalban
- Andy Summers – gitár a The Lazarus Heart és a Be Still My Beating Heart dalokban
- Kenny Kirkland – billentyűs hangszerek
- Ken Helman – zongora a The Secret Marriage című dalban
- Branford Marsalis – szaxofon